# Neumannpolynom
Inom matematiken är Neumannpolynomen, introducerade av Carl Gottfried Neumann för the specialfallet {\displaystyle \alpha =0}, är en serie polynom i 1/z som används för att expandera funktioner i serier av Besselfunktioner. 
De första Neumannpolynomen är
{\displaystyle O_{0}^{(\alpha )}(t)={\frac {1}{t}}}
{\displaystyle O_{1}^{(\alpha )}(t)=2{\frac {\alpha +1}{t^{2}}}}
{\displaystyle O_{2}^{(\alpha )}(t)={\frac {2+\alpha }{t}}+4{\frac {(2+\alpha )(1+\alpha )}{t^{3}}}}
{\displaystyle O_{3}^{(\alpha )}(t)=2{\frac {(1+\alpha )(3+\alpha )}{t^{2}}}+8{\frac {(1+\alpha )(2+\alpha )(3+\alpha )}{t^{4}}}}
{\displaystyle O_{4}^{(\alpha )}(t)={\frac {(1+\alpha )(4+\alpha )}{2t}}+4{\frac {(1+\alpha )(2+\alpha )(4+\alpha )}{t^{3}}}+16{\frac {(1+\alpha )(2+\alpha )(3+\alpha )(4+\alpha )}{t^{5}}}.}
De kan i allmänhet skrivas som
{\displaystyle O_{n}^{(\alpha )}(t)={\frac {\alpha +n}{2\alpha }}\sum _{k=0}^{\lfloor n/2\rfloor }(-1)^{n-k}{\frac {(n-k)!}{k!}}{-\alpha  \choose n-k}\left({\frac {2}{t}}\right)^{n+1-2k}.}
Deras genererande funktion är
{\displaystyle {\frac {\left({\frac {z}{2}}\right)^{\alpha }}{\Gamma (\alpha +1)}}{\frac {1}{t-z}}=\sum _{n=0}O_{n}^{(\alpha )}(t)J_{\alpha +n}(z)}
där J är en Besselfunktion.